# Cacopsylla exima
Cacopsylla exima är en insektsart som först beskrevs av Loginova 1976.  Cacopsylla exima ingår i släktet Cacopsylla och familjen rundbladloppor. Inga underarter finns listade i Catalogue of Life.